# Joaquín Noy
Joaquín Noy González (Colonia del Sacramento, 3 dicembre 1992) è un calciatore uruguaiano, centrocampista del Durazno.

## Caratteristiche tecniche
È un mediano.

## Carriera
È cresciuto nel settore giovanile dei Montevideo Wanderers.